# Граф, Ханс
Ханс Граф (нем. Hans Graf; род. 15 февраля 1949, Мархтренк, Австрия) — австрийский дирижёр.

## Биография
Ханс Граф родился в музыкальной семье. Получил музыкальное образование в консерватории города Грац (Австрия), которую окончил в 1971 году по классам фортепиано и дирижирования. Он посещал мастер-классы Франко Феррари (в Сиене) и Серджу Челибидаке (в Болонье), был стипендиатом Австрии у Арвида Янсона в Ленинградской консерватории.
В 1979 году получил первую премию на конкурсе им. Карла Бёма в Зальцбурге. В 1980 году дебютировал с Венским симфоническим оркестром, а в 1981 году — в Венской опере. Его приглашали в оперные театры Мюнхена, Парижа, Цюриха, Рима и Берлина. Под его руководством было исполнено более 30 оперных премьер. Участвовал в музыкальных фестивалях Зальцбурга (2013), Флоренции, Экс-он-Прованс, Савонлинны, Санкт-Петербурга, Тэнглвуда, Асрена, Вейла и других.
В 1984 году стал главным дирижёром Моцартеум оркестра в Зальцбурге. В 1987 году – впервые выступил с Венским филармоническим оркестром. С 1989 года начал дирижировать в Америке, где выступал с оркестрами Бостона, Нью-Йорка, Кливленда, Филадельфии. С 2001 года становится музыкальным директором Хьюстонского симфонического оркестра. Он также был главным дирижёром в городах Калгари (Канада, 1999-2002), Бордо (Франция, 1998-2004) и Сан-Себастьян (Испания, 1994-1996).
В 2002 году удостоен звания кавалера ордена Почётного легиона за мировую пропаганду современной французской музыки (в частности, Анри Дютийо, над записью всех оркестровых сочинений которого Граф работал с Национальным оркестром Аквитании).
В 2013-2015 годах он вёл кафедру дирижирования в Университете Моцартеум в Зальцбурге. В 2015 году получил премию им. Шиканедера в Вене как лучший оперный дирижёр Австрии.
Начиная с 2020 года, Граф займёт пост главного дирижёра симфонического оркестра Сингапура.

## Дискография
Среди музыкальных записей Ханса Графа есть полное собрание всех симфоний Моцарта (в том числе и 12 фортепианных концертов Моцарта) Шуберта и первая запись оперы Цемлинского «Es war einmal», и полное собрание симфонических произведений Анри Дютийё.
В 2010 году он записал DVD-диск The Planets. An HD Odyssey с музыкой Г. Холста и неизвестными снимками космоса НАСА. Кроме того он записал разные произведения Бартока, Гершвина, Цемлинского, Малера, Хиндемита и Орфа.
В 2017 году его запись оперы Альбан Берга «Воццек» вызвала восхищённые отклики в международной прессе и получил премию Грэмми 2018 и премию ECHO Klassik.